# Ministri degli affari esteri di Cipro
Il presente elenco raccoglie tutti i nomi dei titolari del Ministero degli affari esteri di Cipro.

## Lista
| Ministro      | Ministro          | Ministro                          | Partito                           | Governo           | Mandato          | Mandato          |
| Ministro      | Ministro          | Ministro                          | Partito                           | Governo           | Inizio           | Fine             |
| ------------- | ----------------- | --------------------------------- | --------------------------------- | ----------------- | ---------------- | ---------------- |
| Affari esteri |                   |                                   |                                   |                   |                  |                  |
|               |                   | Spyros Kyprianou (1932-2002)      | Partito Democratico               | Makarios I        | 16 agosto 1960   | 28 febbraio 1968 |
| Makarios II   | 28 febbraio 1968  | Spyros Kyprianou (1932-2002)      | Partito Democratico               | 16 giugno 1972    |                  |                  |
| Makarios II   |                   |                                   | Iōannīs Christophidīs (1924-2001) | Indipendente      | 16 giugno 1972   | 28 febbraio 1973 |
| Makarios III  | 28 febbraio 1973  | 15 luglio 1974                    | Iōannīs Christophidīs (1924-2001) | Indipendente      |                  |                  |
|               |                   | Dimis Demetriou (?-?)             | Indipendente                      | Sampson           | 15 luglio 1974   | 23 luglio 1974   |
|               |                   | Iōannīs Christophidīs (1924-2001) | Indipendente                      | Klerides          | 23 luglio 1974   | 7 dicembre 1974  |
| Makarios III  | 7 dicembre 1974   | Iōannīs Christophidīs (1924-2001) | Indipendente                      | 1º settembre 1977 |                  |                  |
| Kyprianou I   | 1º settembre 1977 | Iōannīs Christophidīs (1924-2001) | Indipendente                      | 28 febbraio 1978  |                  |                  |
|               |                   | Nikos Rolandīs (1934-2021)        | Partito Democratico               | Kyprianou II      | 28 febbraio 1978 | 28 febbraio 1983 |
| Kyprianou III | 28 febbraio 1983  | Nikos Rolandīs (1934-2021)        | Partito Democratico               | 7 gennaio 1985    |                  |                  |
| Kyprianou III |                   |                                   | Geōrgios Iakōvou (1938)           | Indipendente      | 7 gennaio 1985   | 28 febbraio 1988 |
| Vassiliou     | 28 febbraio 1988  | 28 febbraio 1993                  | Geōrgios Iakōvou (1938)           | Indipendente      |                  |                  |
|               |                   | Alekos Michaīlidīs (1933-2008)    | Partito Democratico               | Klīridīs I        | 28 febbraio 1993 | 8 aprile 1997    |
|               |                   | Iōannīs Kasoulidīs (1948)         | Partito Democratico               | Klīridīs I        | 8 aprile 1997    | 28 febbraio 1998 |
| Klīridīs II   | 28 febbraio 1998  | Iōannīs Kasoulidīs (1948)         | Partito Democratico               | 28 febbraio 2003  |                  |                  |
|               |                   | Geōrgios Iakōvou (1938)           | Indipendente                      | Papadopoulos      | 28 febbraio 2003 | 13 giugno 2006   |
|               |                   | Giōrgos Lillīkas (1960)           | Alleanza dei Cittadini            | Papadopoulos      | 13 giugno 2006   | 15 luglio 2007   |
|               |                   | Erato Kozakou-Marcoullis (1949)   | Indipendente                      | Papadopoulos      | 15 luglio 2007   | 28 febbraio 2008 |
|               |                   | Markos Kyprianou (1960)           | Partito Democratico               | Christofias       | 28 febbraio 2008 | 5 agosto 2011    |
|               |                   | Erato Kozakou-Marcoullis (1949)   | Indipendente                      | Christofias       | 5 agosto 2011    | 28 febbraio 2013 |
|               |                   | Iōannīs Kasoulidīs (1948)         | Partito Democratico               | Anastasiadīs I    | 28 febbraio 2013 | 28 febbraio 2018 |
|               |                   | Nikos Christodoulidīs (1973)      | Partito Democratico               | Anastasiadīs II   | 28 febbraio 2018 | 11 gennaio 2022  |
|               |                   | Iōannīs Kasoulidīs (1948)         | Partito Democratico               | Anastasiadīs II   | 11 gennaio 2022  | 1º marzo 2023    |
|               |                   | Kōnstantinos Kompos (1976)        | Indipendente                      | Christodoulidīs   | 1º marzo 2023    | in carica        |

### Esplicative
1. 1 2 3  Il 15 luglio 1974 venne perpetrato un golpe, da parte dell'organizzazione paramilitare greco-cipriota EOKA B, ai danni del presidente Makarios III, che fuggì nel Regno Unito e venne rimpiazzato da Nikos Sampson. Dopo pochi giorni, Cipro venne invasa da parte dei Turchi, i quali deposero il governo di Sampson il 23 luglio, quando gli subentrò ad interim Glafkos Klerides, che governò il paese fino al ritorno di Makarios III.
2. ↑  Ad interim fino al 7 dicembre 1974.